# Maria Cacau
Maria Cacau é a deusa da montanha ou (fada) diwata (associada com o Monte Lantoy em Argao, Cebu, Filipinas, similar à Maria Makiling de Los Baños e à Maria Sinukuan do Monte Arayat.
A forma básica da lenda é que sempre que chove o rio que vem do Monte Lantoy inunda, ou uma ponte é quebrada, este é um sinal que Maria Cacau e seu marido Mangao tem ou viajado rio abaixo em seu navio dourado para que possam exportar suas colheitas, ou viajado rio acima no seu caminho de volta. Ela supostamente vive dentro de uma caverna na montanha e os cacaueiros do lado de fora são supostamente da plantação dela. Enquanto a história é obviamente mítica na natureza, é citada como evidência de quão longa a produção de tableya, tem ocorrido na área. Tableya é Cebuano para a segunda rodada, bolo de chocolate sem açúcar feito de grãos de cacau. É um ingrediente crucial nos acepipes filipinos sikwate (chocolate) e champorado.